# Smølferne 2
Smølferne 2 er en amerikansk animeret familiefilm fra 2013 baseret på tegneserien Smølferne af Peyo og tv-serien med samme navn. Skuespillerne og stemmeskuespillerne i filmen er Neil Patrick Harris, Brendan Gleeson, Jayma Mays, Katy Perry og Hank Azaria.

## Medvirkende

### Skuespillere
- Hank Azaria som Gargamel
- Mr. Krinkle som Azrael
- Neil Patrick Harris som Patrick "Pat" Winslow
- Brendan Gleeson som Victor Doyle
- Jayma Mays som Gracie "Grace" Winslow
- Jacob Tremblay som Blue Winslow
- Nancy O'Dell

### Stemmeskuespillere
- Katy Perry som Smølfine
- Jonathan Winters som Gammelsmølf
- Anton Yelchin som Klumpesmølf
- Christina Ricci som Vexy
- J.B. Smoove som Hackus
- Fred Armisen som Altmuligsmølf
- Alan Cumming som Gævesmølf
- George Lopez som Gnavensmølf
- John Oliver som Pyntesmølf
- Mario Lopez som Hyggesmølf
- Jimmy Kimmel som Passivaggressivsmølf
- Frank Welker som Azrael
- Tom Kane som Fortællersmølf
- Paul Reubens som Skæmtesmølf
- B.J. Novak som Bagesmølf
- Shaquille O'Neal som Coolsmølft
- Shaun White som Konfussmølf
- Jeff Foxworthy som Altmuligsmølf
- Gary Basaraba som Stærksmølf
- Adam Wylie som Paniksmølf
- Joel McCrary som Bondesmølf
- Kenan Thompson som Ædesmølf
- John Kassir som Skøresmølf
- Kevin Lee as Party som Festplanlæggersmølf

### Danske stemmer
- Thomas Magnussen som Altmuligsmølf
- Mads Knarreborg som Azrael
- Robert Hansen som Bagesmølf
- Mads Norved Dueholm som Blå
- Niels Olsen som Bondesmølf
- Peter Pilegaard som Brillesmølf
- Benjamin Kitter som Coolsmølft
- Uffe Buchard som Festplanlæggersmølf
- Jens Jacob Tychsen som Fortæller
- Hans Henrik Clemensen som Fortællersmølf
- Nis Bank-Mikkelsen som Gammelsmølf
- Jens Jacob Tychsen som Gargamel
- Torbjørn Hummel som Gnavensmølf
- Cecilie Stenspil som Grace Winslow
- Ole Thestrup som Gævesmølf
- Michael Hasselflug som Hackus
- Lars Ranthe som Hyggesmølf
- Oscar Dietz som Johnny
- Laus Høybye som Klumpesmølf
- Thomas Mørk som Konfussmølf
- Lars Ranthe som Malersmølf
- Puk Scharbau som Nancy O'Dell
- Thomas Mørk som Paniksmølf
- Lars Ranthe som Passivaggressivsmølf
- Caspar Phillipson som Patrick Winslow
- Henrik Koefoed som Pyntesmølf
- Niels Ellegaard som Skæmtesmølf
- Mads Knarreborg som Skøresmølf
- Pernille Rosendahl som Smølfine
- Robert Hansen som Sovesmølf
- Morten Hemmingsen som Stærksmølf
- Molly Blixt Egelind som Vexy
- Dick Kaysø som Victor Doyle
- Robert Hansen som Wowsmølf
- Mads Knarreborg som Ædesmølf